# Billy Knight (1979)
William Price Knight (Los Angeles, 20 de janeiro de 1979 – Phoenix, 8 de julho de 2018) foi um jogador de basquete profissional norte-americano.

## Carreira
Atualmente estava jogando para o Japão.
Billy Knight morreu em 8 de julho de 2018, em Phoenix. Pouco antes de sua morte, ele postou um vídeo no YouTube falando sobre sua luta com a doença mental e incentivou outras pessoas a buscar ajuda.